# 国家观光总局
国家观光总局是组织朝鲜旅游的朝鲜国家机构。

## 歷史
该局于1986年5月15日成立。1990年1月更名为“国家观光指导总局”。总部位于平壤中区域，2019年時的局长是赵成杰。国家旅游总局于1987年9月加入世界旅游组织，1995年4月加入亚太旅行协会。

## 職能
非朝鲜旅行社须与该局密切合作；其工作人员陪同所有赴朝旅游的外国公民。总的来说，朝鲜旅游业由负责朝鲜行贿基金的组织三十九号室监管。39号室指导国家观光总局，该局反过来“管理收入监视游客，确保他们被控制在朝鲜当局的指定区域内”。国家观光总局的官方網站為“朝鲜观光”。国家观光总局观光宣传局局长金春姬在2019接受新华社专访时针对朝鲜沒有国际漫游和无线网络的問題時表示观光总局“希望尽早和有关单位合作解决通信问题”，金春姬同時稱国家观光总局没有颁布限制外国游客人数的规定。 